# Calocoenia platypelta
Calocoenia platypelta är en tvåvingeart som först beskrevs av Cresson 1935.  Calocoenia platypelta ingår i släktet Calocoenia och familjen vattenflugor. Inga underarter finns listade i Catalogue of Life.